# Figen Evren
Figen Evren (* 1. Januar 1965 in Ankara) ist eine türkische Schauspielerin und Synchronsprecherin.

## Leben und Karriere
Ihr Debüt gab sie 1994 in dem Film
Parasız Yaşamak Pahalı. Im selben Jahr trat sie in 40AMbar auf. Anschließend war sie 1995 in Bir Demet Tiyatro zu sehen. Zwischen 1997 und 2003 wurde sie für die Serie Sidika gecastet. Von 2006 bis 2018 spielte Evren in der Fernsehserie Arka Sokaklar mit. Außerdem bekam sie 2012 eine Rolle in Seksenler. Zudem war sie die türkische Synchronstimme von Bart Simpson in dem Film Die Simpsons – Der Film.
Am 13. August 2022 verstarb ihr Bruder Süreyya Gürsel Evren, der ebenfalls Schauspieler war.

## Filmografie (Auswahl)
Filme
- 1994: Parasız Yaşamak Pahalı
- 1994: 40AMbar
- 1996: Tabutta Rövaşata
- 1999: Sen Hiç Atesböceği Gördün Mü?

Serien
- 1995: Bir Demet Tiyatro
- 1997–2003: Sidika
- 2004: Azize
- 2006–2018: Arka Sokaklar
- 2012: Seksenler

## Sprechenrollen (Auswahl)
Filme
- 2007: Die Simpsons – Der Film (Bart Simpson)